# نيك ساندو
نيك ساندو (بالإنجليزية: Nick Sandow)‏ هو منتج أفلام وكاتب سيناريو ومخرج وممثل أمريكي، ولد في 3 أغسطس 1966 بذا برونكس في الولايات المتحدة.

## أعمال

### أفلام
- (2002) المترصدة[3]
- (2011) جليس الأطفال[4]

### مسلسلات
- البرتقالي هو الأسود الجديد

## وصلات خارجية
- نيك ساندو على موقع IMDb (الإنجليزية)
- نيك ساندو على موقع ألو سيني (الفرنسية)
- نيك ساندو على موقع أول موفي (الإنجليزية)
- نيك ساندو على موقع قاعدة بيانات الأفلام السويدية (السويدية)
- نيك ساندو على موقع قاعدة بيانات الفيلم (الإنجليزية)
- نيك ساندو على موقع كينوبويسك (الروسية)